# Taltal
Taltal is een gemeente in de Chileense provincie Antofagasta in de regio Antofagasta. Taltal telde 13.317 inwoners in 2017 en heeft een oppervlakte van 20.405 km².

## Foto's

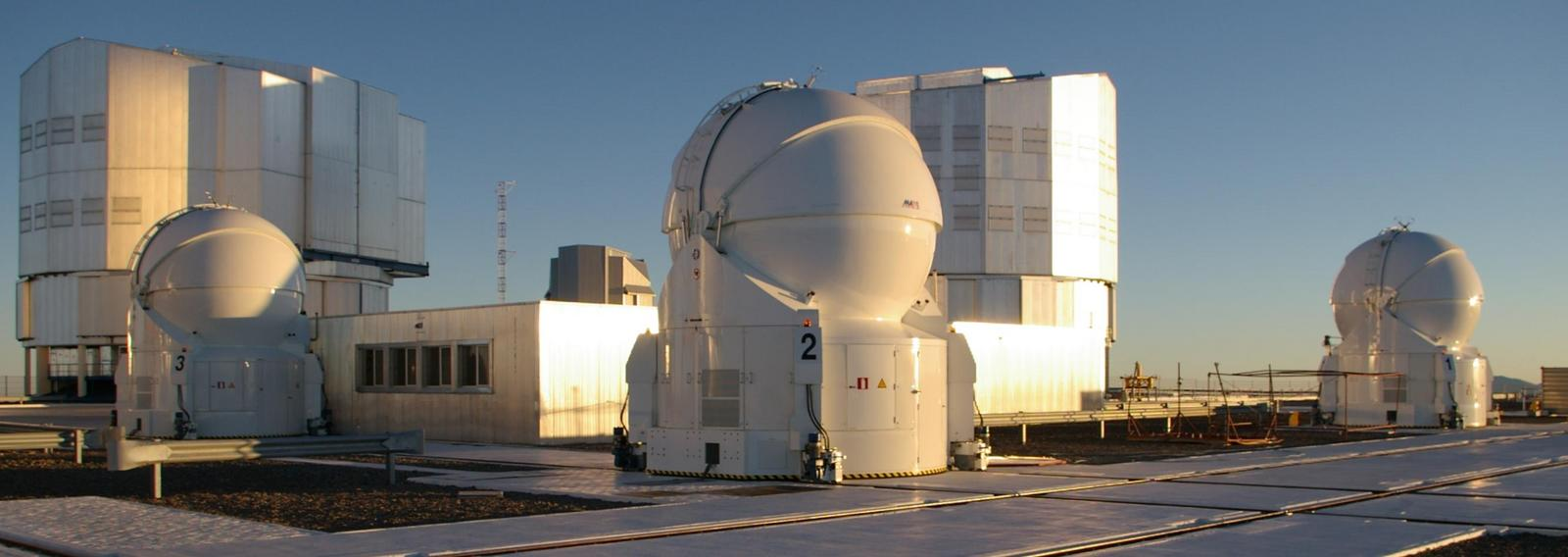
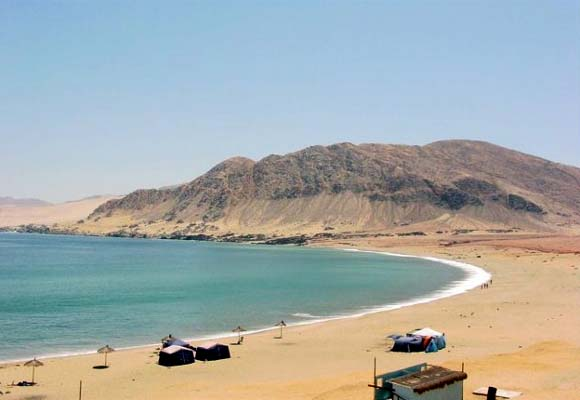
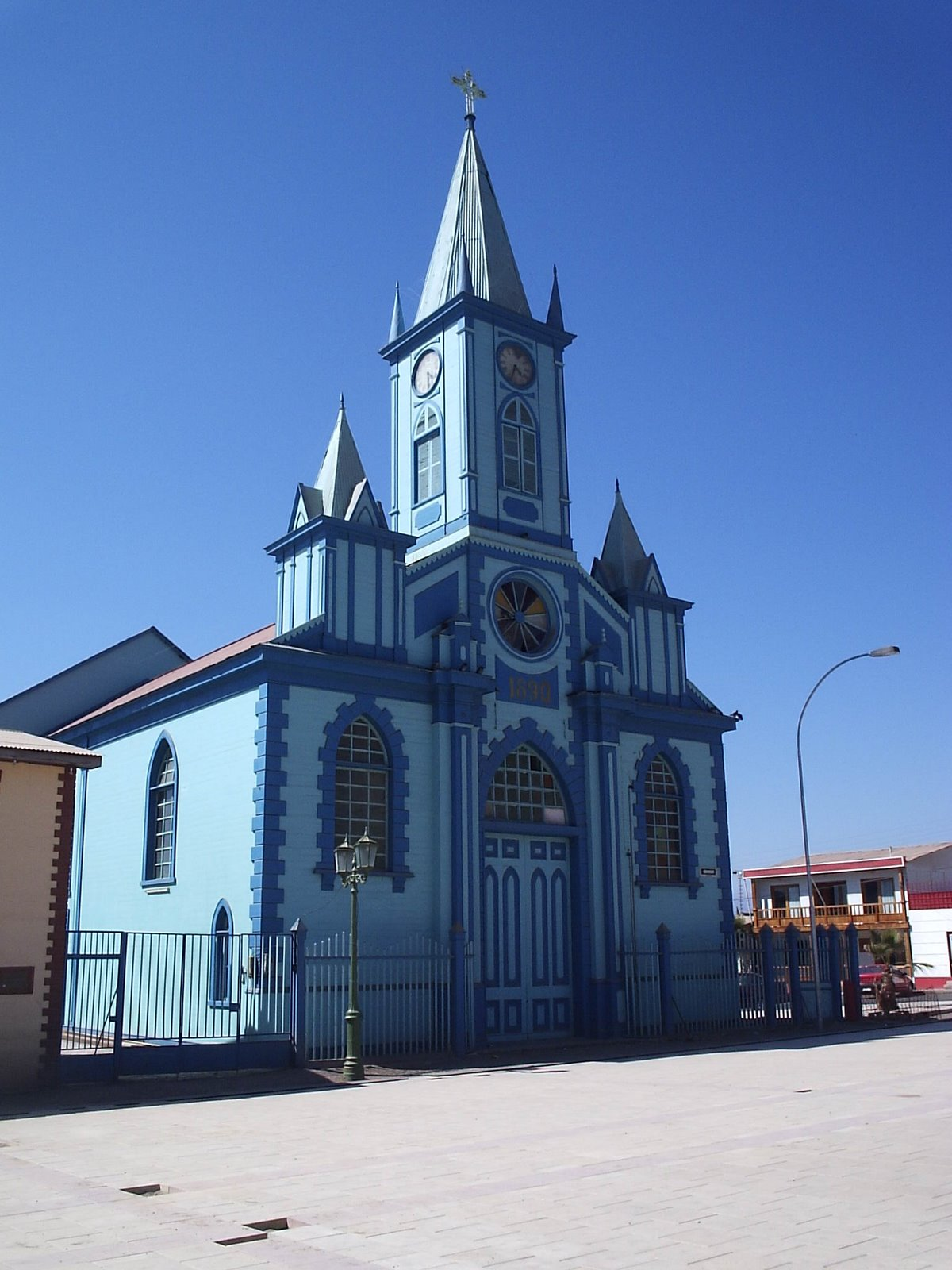
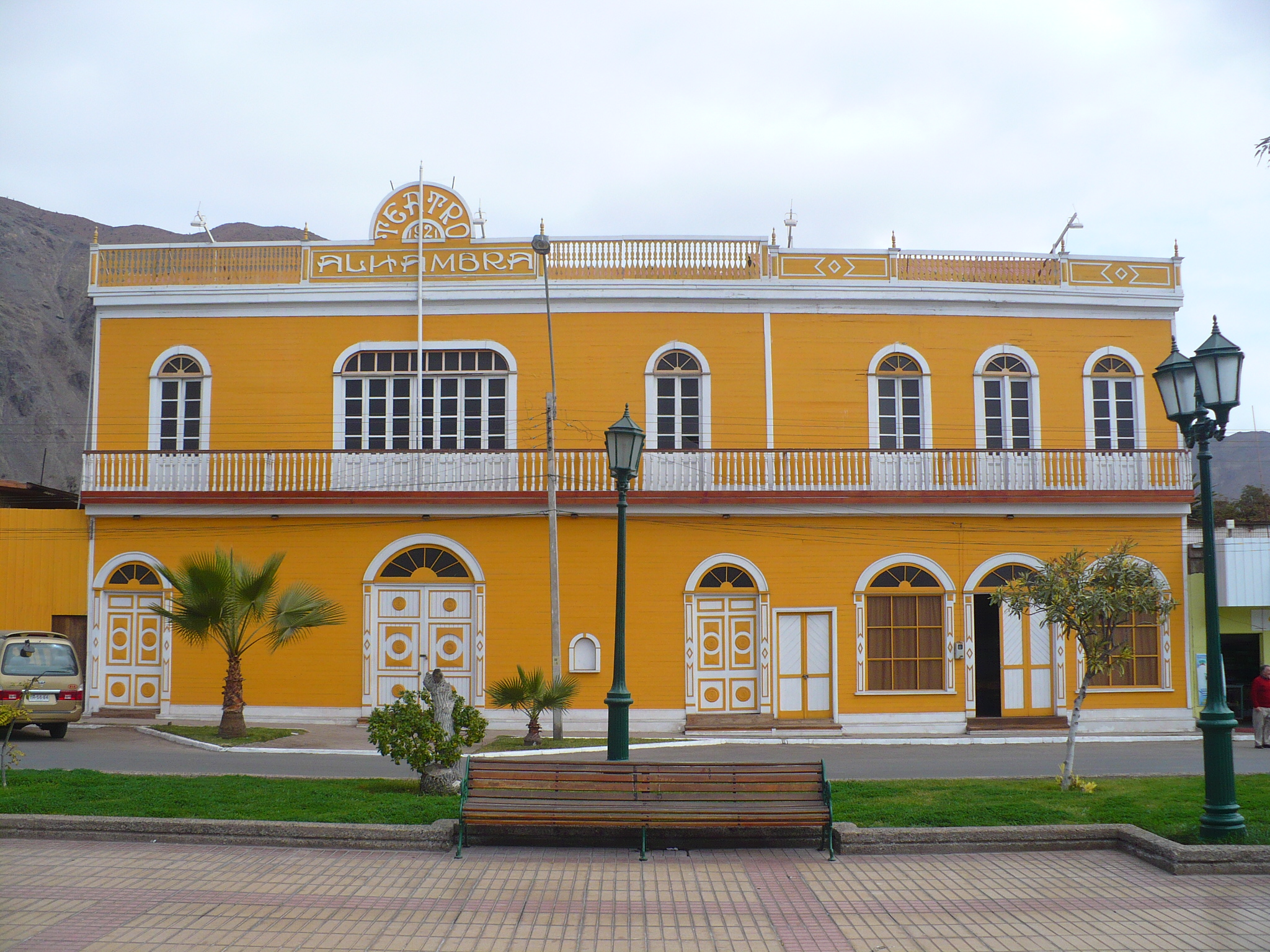
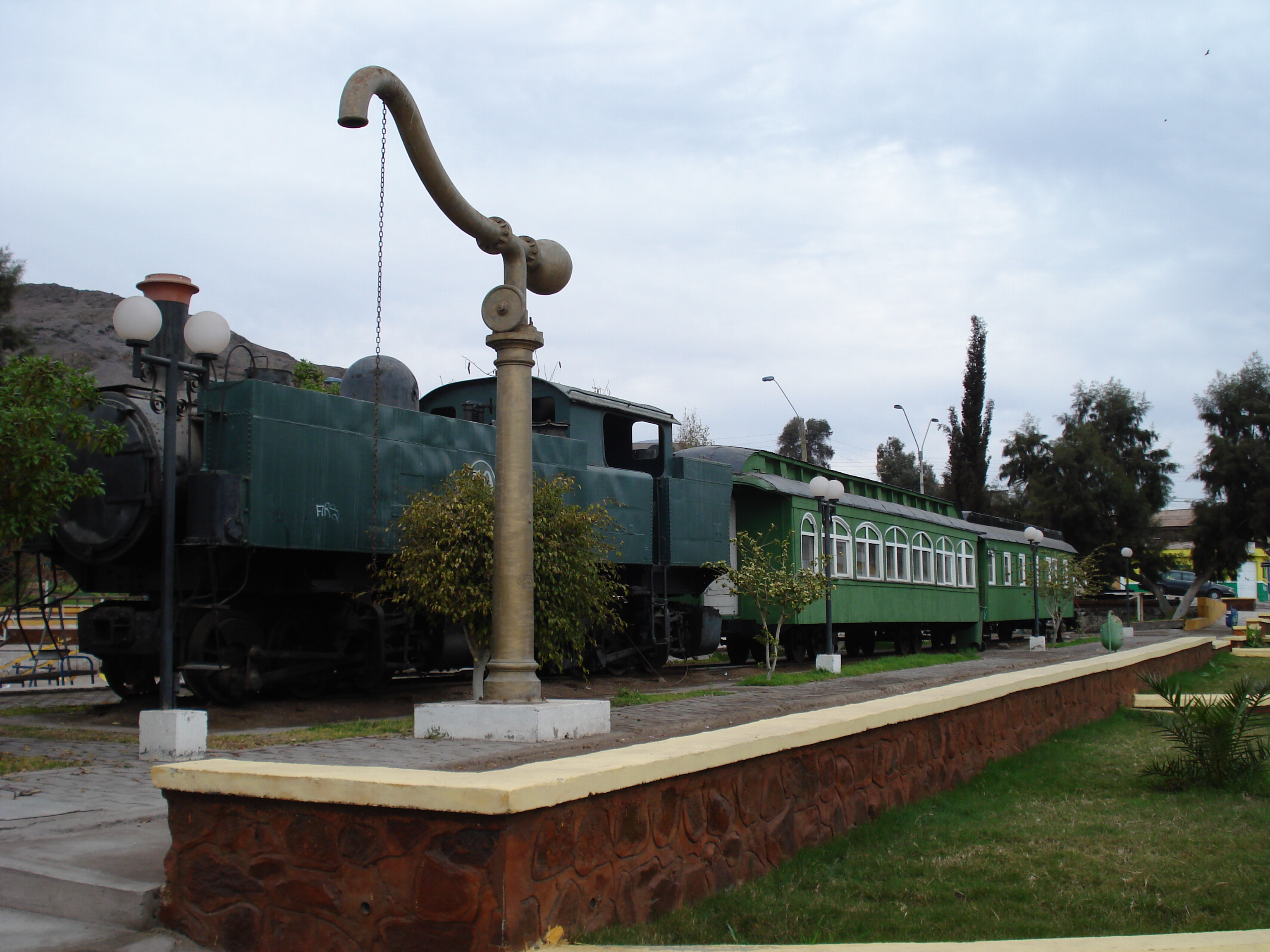

- Gemeinsame Normdatei: 16327313-3
- Library of Congress Control Number: n89112060
- Nationale Bibliotheek van Israël: 987007565025805171
- Virtual International Authority File: 210815468
- WorldCat: E39PBJh4rq7THgmyr89J7PX8G3